# Herminia Román
Herminia Batista y Reyes, vd.ª de Román (nacida el 9 de julio de 1940), popularmente conocida como Herminia Román, es una política filipina. Fue una miembro de la Cámara de Representantes de Filipinas bajo el Partido Liberal, que representa el primer distrito de Bataán desde 2007 hasta 2016.

## Primeros años y educación
Herminia Román nació el 9 de julio de 1940 en Biñán, Provincia de La Laguna, hija del Dr. Marcelino Batista y Zárate y Nicomedesa Reyes y Vizconde. Ella es la tercera de cuatro hijos de sus padres y tiene tres medios hermanos del primer matrimonio de su madre. Ella tomó su educación primaria en la Escuela Primaria de Biñán 1946-1952. Terminó sus estudios secundarios en el Colegio de Santa Escolástica en 1956. Terminó su título universitario en el Colegio de Santa Escolástica, en 1960, y obtuvo su Maestría en Administración de Empresas de la Universidad de Nueva York en 1964.

## Vida personal

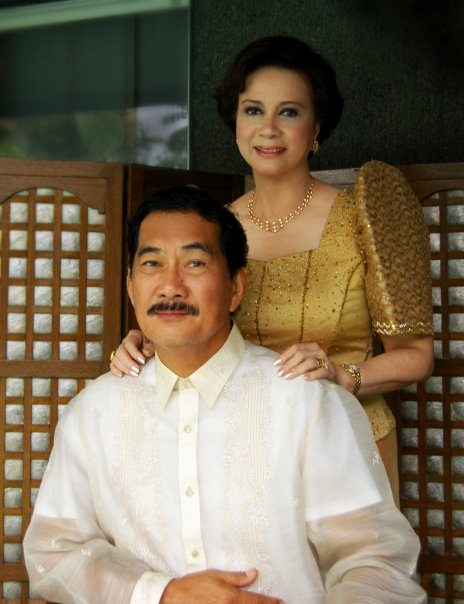
Un retrato de Herminia y Antonino Román.

Herminia se casó con Antonino Román de Orani, Bataán, exrepresentante del 1.er Distrito de Bataan y Secretario de la Oficina Presidencial de Enlace Legislativo (PLLO), hasta su muerte en 2014. Tienen cuatro hijos: Renato Marcelino (doctor en medicina), Geraldine (periodista), Antonino III (un abogado) y Regina (artista independiente). Ella es miembro de Matrimonios para Cristo y el Movimiento Familiar Cristiano. Ella es presidenta y directora ejecutiva de Romanville Realty & Devt. Corp. desde 1989 hasta la actualidad. La Rep. Roman es también un coleccionista de antigüedades.